# Andarlahalli, Chik Ballapur
Andarlahalli là một làng thuộc tehsil Chik Ballapur, huyện Kolar, bang Karnataka, Ấn Độ.